# Jim Sensenbrenner
Jim Sensenbrenner, właśc. Frank James Sensenbrenner Jr. (ur. 14 czerwca 1943 w Chicago) – amerykański polityk, członek Partii Republikańskiej i kongresman ze stanu Wisconsin (w latach 1979-2021).
Jest byłym przewodniczącym Komitetu Nauki Izby Reprezentantów oraz byłym przewodniczącym Komitetu Sądownictwa Izby Reprezentantów; gdy Republikanie stracili kontrolę nad Izbą, zakończył swoją sześcioletnią kadencję jako przewodniczący i nie został wybrany na stanowisko wiodącego członka mniejszości w Komitecie Sądownictwa (to wyróżnienie przypadło Lamarowi S. Smithowi z Teksasu). W latach 2007–2011 pełnił funkcję wiodącego republikanina w Izbie Wyborczej ds. Niezależności Energetycznej i Globalnego Ocieplenia, zanim Republikanie zlikwidowali komitet po odzyskaniu kontroli nad Izbą. W momencie przejścia na emeryturę Sensenbrenner był najbardziej doświadczonym członkiem delegacji z Wisconsin i drugim najbardziej doświadczonym członkiem Izby.
Sensenbrenner ogłosił we wrześniu 2019 roku, że nie będzie ubiegał się o reelekcję w wyborach w 2020 roku.